# День провозглашения Латвийской Республики

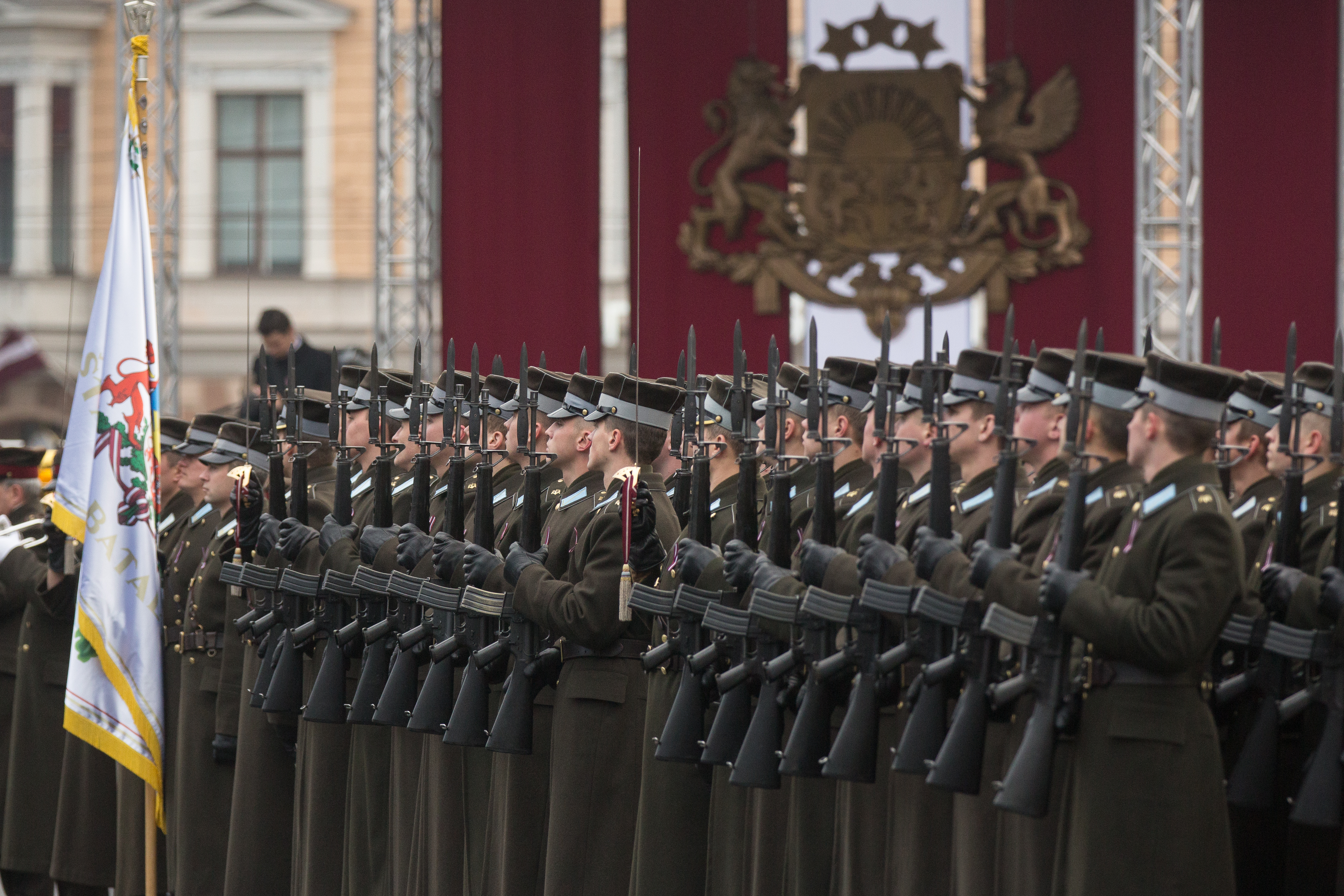

День провозглашения Латвийской Республики (латыш. Latvijas Republikas proklamēšanas diena) — день независимости Латвийской Республики. Отмечается в связи с провозглашением «Акта о независимости» 18 ноября 1918 года.
В Латвии официальный государственный праздник, выходной день. Традиционно начинается торжественным шествием с участием президента Латвии и других высших государственных должностных лиц и возложением цветов у памятника Свободы в Риге.